# 王裕 (辽朝)
王裕（920年代？—980年），字伏贞，辽朝官员。

## 生平
辽穆宗即位，以他为西头供奉。授卢龙军节度衙内马步军都指挥使，加顺州刺史、崇禄大夫、检校尚书右仆射、使持节顺州诸军事、行顺州刺史，有治绩。辽景宗即位，加静难军节度使及观察处置等使、检校太保，改授崇义军节度使管内观察处置等使、崇禄大夫、检校太保、使持节宜州诸军事、行宜州刺史兼御史大夫、上柱国、进封琅琊郡开国侯，加食邑五百户。后来入觐，乾亨二年（980年）八月，在行宫私宅去世，时年五十余岁。

## 家庭

### 先世
曾祖唐朝义武军节度使王处直；祖父为辽朝龙化州节度使、开府仪同三司、中书令王郁。

### 父亲
父亲：王庭鹗，担任龙化州节度使、金紫光禄大夫、检校太傅、兼御史大夫、上柱国、封太原县食邑三百户。

### 兄弟
- 兄长：王笋，东头供奉官。
- 弟弟：王睿，崇义军节度使管内观察处置等使、崇禄大夫、上柱国、琅琊县开国男，食邑五百户。

### 夫人
夫人张氏

### 儿子
有子七人：
- 王瓒，官至银青光禄大夫、检校尚书右仆射，行通事舍人兼御史大夫、上柱国。
- 王珌，官至左番殿直。
- 王琢，官至崇义军衙内都将。
- 王珏，官至崇义军山河指挥使。
- 王玉，官至崇义军节院使。